# HMS Liverpool (1909)
A HMS Liverpool egy 4800 tonna vízkiszorítású Town-osztályú könnyűcirkáló volt, melyet 1909-ben állították a Brit Királyi Haditengerészet hadrendjébe. A hajó Liverpool városáról kapta nevét. A cirkáló 1909-től az első világháború kezdetéig a Honi Flottához tartozott és hazai vizeken állomásozott.
A háború alatt a Liverpool részt vett helgolandi csatában, szolgált Nyugat-Afrika partjainál, valamint az Adriai- és Égei-tengeren is. 1914. október 27-én, a hajó komolyan ki vette a részét a HMS Audacious legénységének kimentéséből, valamint megkísérelte elvontatni a hajót, mielőtt az felborult és felrobbant. Miután a fegyverszünetet megkötötték, a Liverpool a Fekete-tengeren szolgált, az orosz polgárháború ideje alatt. 1919-ben a cirkáló átkerült a Tartalék Flottához.

## Története

### Nagy Flotta (1914-1915)
A hajót a Vickers Sons & Maxim Barrow-in-Furness-i hajógyárában építették. Ez volt az első Liverpool nevű hajó, mely acélból készült, illetve ez volt a 20. század első hajója, mely a Liverpool nevet viselte. Vízre bocsátására 1909. október 30-án, hadrendbe állítására pedig 1910-ben került sor. A Liverpool volt az egyike, annak az öt hajónak, amelyek a Bristol-alosztály tagjai voltak. A Bristol-alosztály volt a Brit Királyi Haditengerészet első közepescirkáló-osztálya a 19. század vége óta. A hajók fő fegyverzete kettő 150 mm-es, valamint tíz 100 mm-es ágyúból állt. Ezt a vegyes összeállítást később nem tartották megfelelőnek, ezért a következő, Weymouth-alosztályban, már ugyanolyan ágyúkat, nyolc 150 mm-es ágyút alkalmaztak.
A Liverpool hadrendbe állításakor a Honi Flotta 1. harci rajába tartozott, ahonnan 1913-ban helyezték át a 2. könnyűcirkáló rajhoz. Az első világháború kezdetén a hajó az 5. könnyűcirkáló rajnál szolgált. 1914. augusztus 28-án, a cirkáló, öt másik Town-osztályú könnyűcirkálóval együtt, részt vett a háború első tengeri ütközetében, a helgolandi csatában. A csatában a Liverpool William Goodenough kapitány irányítása alatt állt. Miután a német SMS Mainz cirkáló súlyosan megrongálódott, és harcképtelenné vált, 12 óra 55 perckor Goodenough kapitány abbahagyta a német hajó ágyúzását és a német tengerészek kimentésébe kezdett. A Liverpool és két romboló, a Firedrake és a Lurcher, közel hajózott a süllyedő Mainz-hez és megpróbálta kimenteni a német túlélőket. A Liverpool mentőcsónakjaival a vízbe ugrott tengerészeket mentették ki, a Lurcher pedig a német hajó mellé állt, és a fedélzetről menekítették át az embereket. Este 7 óra 45 perckor a Liverpool kivált a támadó csoportból, hogy a 86 hadifoglyot, köztük Alfred von Tirpitz tengernagy fiát visszaszállítsa Rosyth-ba.
Két hónappal később, október 27-én a Liverpool a HMS Audacious csatahajóval együtt hajózott, mikor az Audacious aknára futott a Nagy Flotta egyik hadgyakorlata közben, Írország partjainál. Mivel nem tudták, hogy mi okozta a robbanást, az Admiralitás elővigyázatosságból visszarendelte a flottát, egyedül a Liverpool maradt, hogy hazakísérje a csatahajót. Az Audacious megpróbált Lough Swilly-be hajózni, de a vízbeáramlás komolyabb volt, mint gondolták. Miután a csatahajó leadta az SOS jelzést, további hajók, köztük az RMS Olympic óceánjáró, indultak a bajba jutott hajó segítségére. A mozdulatlan hajót az újbóli próbálkozások ellenére sem tudták elvontatni, ezért a csatahajó legénységét elkezdték kimenekíteni. Este 8 óra 45 perckor az Audacious felborult, majd felrobbant. A robbanás következtében, a Liverpool egyik tisztjét megölték a szétrepülő roncsdarabok.

### Adriai- és Égei-tenger (1915-1918)
1915-ben a Liverpool otthagyta a Nagy Flottát, és Nyugat-Afrika partjai mentén kezdett járőrözni, valamint segítette a német Kronprinz Wilhelm segédcirkáló keresését. A brit cirkálónak nem sikerült teljesítenie küldetését, majd később, júniusban vissza kellett hajóznia Liverpoolba, hogy kazánjait megjavítsák. Novemberben, miután a javításokat befejezték, a cirkáló a Földközi-tengerre hajózott. A Liverpool Brindisiben, az Adriai-tengeren lévő szövetséges hajók támaszpontján állomásozott. 1916 februárjában a brit cirkáló, az olasz Bronzetti hadihajó segítségével, az osztrák Wildfang romboló üldözésébe kezdett, aminek eredményeként az osztrák hajónak vissza kellett vonulnia Cattaro-ba. Az otrantói csata idején a Liverpool G.H. Vivian kapitány irányítása alatt állt, és a támadás viszonylag készületlenül érte a hajót. A készületlenség oka az volt, hogy a kapitány úgy döntött, hogy a hajót kisebb teljesítményen használják, miáltal a kazánok rutinellenőrzését el lehet végezni. Hajnali 3 óra 50 perckor kaptak egy sürgősnek jelölt üzenetet a Sazan-szigetről, de az üzenettel nem tudtak mit kezdeni, mivel a Liverpool rádiókabinjában nem volt senki, aki tudott volna olaszul, valamint nem is fordítottak rá különösebb figyelmet, mert már korábban is kaptak ilyen üzeneteket. Végül a Liverpool a kikötőben maradt, és nem is kapott parancsot a kihajózásra, az olasz Alfredo Acton tengernagytól.
1918 januárjában a Liverpoolt áthelyezték az Égei-tengeri rajhoz. Az év későbbi részében az Antant hatalmak tűzszünetet kötöttek a Központi hatalmakkal. Ennek következtében a briteknek ismét szabad átjárásuk volt a Fekete-tengerre, így a szövetségesek kísérletet tehettek arra, hogy beavatkozzanak az orosz polgárháborúba. Novemberben a Liverpoolt a térségbe vezényelték, hogy segítse a fehérek csapatait. November 23-án a Liverpool és a francia Ernest Renan páncélos cirkáló, két ausztrál romboló kíséretében katonai delegációt szállított Novorossisk kikötőjébe, hogy felvegyék a kapcsolatot az orosz Gyenyikin tábornokkal. 1919 közepén a brit hajó visszatért Britanniába, és lehorgonyzott a Devonport Dockyardnál, miután júniusban a Tartalék Flottához került.
1920 márciusában a Liverpool eladási listára került, majd el is adták a Stanlee-nek, ahonnan 1921 novemberében a Slough Trading Company-hoz került. Ezt követően a cirkálót Németországban szétbontották. A Liverpool ezüstharangját és névtábláját megőrizték, és a birkenheadi építésű Rodney csatahajóra helyezték át. Az 1930-as évek végén a harangot és a névtáblát az újonnan épített Liverpool könnyűcirkálóra helyezték, a hajó hadrendbe állítását követően. Az újonnan hadrendbe állított cirkáló volt a hatodik hajó, mely a HMS Liverpool nevet viselte.

## Külső hivatkozások
- A Bristol-alosztály hajói